# Anthony Mosse
Anthony Robin Le Clerc Mosse (Hong Kong, 29 ottobre 1964) è un ex nuotatore neozelandese.
Specializzato nello stile di nuoto denominato farfalla, ha vinto la medaglia di bronzo nei 200m farfalla alle Olimpiadi di Seoul 1988.

## Palmarès
- Giochi olimpici

Seoul 1988: bronzo nei 200m farfalla.
- Mondiali

1986 - Madrid: argento nei 200m farfalla.
- Giochi PanPacifici

1985 - Tokyo: oro nei 200m farfalla.
1989 - Tokyo: bronzo nei 200m farfalla.